# Revenge of the Bridesmaids
Revenge of the Bridesmaids (bra: A Vingança das Damas de Honra) é um telefilme de comédia do canal ABC Family, protagonizado por Raven-Symoné e Joanna García, e dirigido por James Hayman. Nos Estados Unidos o filme estreou em 18 de julho de 2010, no canal ABC Family.

## Sinopse
Duas mulheres de 29 anos, Abigail Scanlon e Parker Wald, melhores amigas desde a infância, voltam da cidade de Nova York para sua pequena cidade natal, Lambert, Louisiana, para uma visita. Durante uma festa para comemorar o aniversário de casamento dos pais de Parker, eles encontram velhos amigos. Eles descobrem que sua amiga íntima, Rachel, perdeu o amor de sua vida, Tony, para seu ex-amigo, Caitlin, uma garimpeira conivente que finge estar grávida para enganar Tony para que se case com ela para que ela possa usar seu dinheiro para manter a propriedade de sua família. Com a intenção de impedir um casamento sem amor, Parker e Abigail vão “disfarçados” como as damas de honra de Caitlin para sabotar o casamento. Ao longo do caminho, a mãe fortemente ferida de Caitlin, Olivia, trabalha duro para manter Abigail e Parker afastados enquanto Parker se apaixona pelo detetive da cidade, Henry Kent. As damas de honra colocaram seus melhores planos em ação apenas para vê-los dar errado com Olivia interferindo tanto quanto possível. Como resultado, o trio é preso por Henry, mas Parker o convence a libertá-los. Então Abigail, Parker e Rachel entram no casamento e sequestram Caitlin. Eles a levam ao hospital para um teste de gravidez e a induzem a admitir a verdade. Na cerimônia de casamento, Tony mente para Caitlin que sua família perdeu sua fortuna, o que a leva a cancelar o casamento e fugir. Depois que Caitlin vai embora, Tony fica de joelhos e pede Rachel em casamento, também revelando que ele mentiu e ainda é rico. No final do filme, Parker estrela um grande filme de ação com Henry ao seu lado como seu consultor, Rachel se casa com Tony, e Abigail vende seu livro sobre suas travessuras como damas de honra.

## Elenco
- Raven-Symoné como Abigail Scanlon
- Joanna García como Parker Wald
- David Clayton Rogers como Henry
- Virginia Williams como Caitlyn
- Chryssie Whitehead como Rachel Phipps
- Brittany Ishibashi como Bitsy
- Beth Broderick como Olivia
- Lyle Brocato como Tony
- Ann Mckenzie como Charlotte
- Angelena Swords como Ashlie
- Lacey Minchew como Ashley
- Billy Slaughter como Gary
- Ann McKenzie como Charlotte Willington

## Produção
Em março de 2010, Raven-Symoné anunciou que ela iria estrelar uma próxima comédia romântica na ABC Family. Este é o seu filme para televisão pela primeira vez desde The Cheetah Girls 2 em 2006.
As filmagens aconteceram em abril de 2010 em Nova Orleães, Luisiana, no Opera Guild Home (anteriormente chamado de Davis-Seybold Mansion) e no Houmas House em Burnside, Louisiana. Jim Hayman dirigiu o filme.

## Recepção e liberação
O filme recebeu 2,55 milhões de espectadores em sua estreia, colocando-o no top 5 da lista de estreias do ABC Family Original Movie com “maior audiência”.
O filme foi lançado em DVD nos Estados Unidos em 26 de abril de 2011.